# Baby, It's Cold Outside
Baby, It's Cold Outside is een Engels popnummer (duet) geschreven door Frank Loesser in 1944, bekend geworden als kerstlied.
Het lied is diverse keren gecoverd en komt voor in de films Neptune's Daughter (1949) en Elf (2003).

## Inhoud
In het nummer wordt een duet gezongen tussen oorspronkelijk een man en een vrouw (deze rolverdeling is later soms omgedraaid), waarbij de man de vrouw ervan probeert te overtuigen om de nacht bij hem te blijven. Het argument It's Cold Outside verklaart daarbij de titel. Of de avances van de man succes hebben, wordt niet expliciet duidelijk uit het slot.

## Prijzen en kritiek
Het nummer won in 1950 de Oscar voor beste originele nummer. en werd opgenomen in Time's 'All Time 100 Songs'.
Vanaf circa 2007 ontstond controverse over passages in Baby, It's Cold Outside die als vrouwonvriendelijk uit te leggen zijn. In november 2019 werd door Natasha Rothwell (als medeschrijfster), John Legend en Kelly Clarkson (zangers) een vernieuwde versie uitgebracht met bijvoorbeeld de frase It's your body and your choice; en If I have one more drink? als vervanging van Say what's in this drink. Dat laatste kon suggereren dat er sprake was van een verkrachtingsdrug.

## Hitnoteringen (versieBrett Eldredge&Meghan Trainor)

### NederlandseSingle Top 100
| Hitnotering (week 1 t/m 2): 22-12-2018 t/m 29-12-2018 Hitnotering (week 3): 28-12-2019 Hitnotering (week 4 t/m 5): 26-12-2020 t/m 02-01-2021 | Hitnotering (week 1 t/m 2): 22-12-2018 t/m 29-12-2018 Hitnotering (week 3): 28-12-2019 Hitnotering (week 4 t/m 5): 26-12-2020 t/m 02-01-2021 | Hitnotering (week 1 t/m 2): 22-12-2018 t/m 29-12-2018 Hitnotering (week 3): 28-12-2019 Hitnotering (week 4 t/m 5): 26-12-2020 t/m 02-01-2021 | Hitnotering (week 1 t/m 2): 22-12-2018 t/m 29-12-2018 Hitnotering (week 3): 28-12-2019 Hitnotering (week 4 t/m 5): 26-12-2020 t/m 02-01-2021 | Hitnotering (week 1 t/m 2): 22-12-2018 t/m 29-12-2018 Hitnotering (week 3): 28-12-2019 Hitnotering (week 4 t/m 5): 26-12-2020 t/m 02-01-2021 | Hitnotering (week 1 t/m 2): 22-12-2018 t/m 29-12-2018 Hitnotering (week 3): 28-12-2019 Hitnotering (week 4 t/m 5): 26-12-2020 t/m 02-01-2021 | Hitnotering (week 1 t/m 2): 22-12-2018 t/m 29-12-2018 Hitnotering (week 3): 28-12-2019 Hitnotering (week 4 t/m 5): 26-12-2020 t/m 02-01-2021 | Hitnotering (week 1 t/m 2): 22-12-2018 t/m 29-12-2018 Hitnotering (week 3): 28-12-2019 Hitnotering (week 4 t/m 5): 26-12-2020 t/m 02-01-2021 | Hitnotering (week 1 t/m 2): 22-12-2018 t/m 29-12-2018 Hitnotering (week 3): 28-12-2019 Hitnotering (week 4 t/m 5): 26-12-2020 t/m 02-01-2021 |
| Week: | 1 | 2 | | 3 | | 4 | 5 | |
| --- | --- | --- | --- | --- | --- | --- | --- | --- |
| Positie: | 94 | 55 | uit | 77 | uit | 100 | 59 | uit |